# Le Loup et le Chien maigre
Le Loup et le Chien maigre est la dixième fable du livre IX de Jean de La Fontaine situé dans le second recueil des Fables de La Fontaine, édité pour la première fois en 1678.

## Texte de la fable
Autrefois Carpillon fretin,

Eut beau prêcher, il eut beau dire ;

On le mit dans la poêle à frire.

Je fis voir que lâcher ce qu’on a dans la main,

Sous espoir de grosse aventure,

Est imprudence toute pure.

Le Pêcheur eut raison ; Carpillon n’eut pas tort.

Chacun dit ce qu’il peut pour défendre sa vie.

Maintenant il faut que j’appuie

Ce que j’avançai lors, de quelque trait encor.

Certain Loup aussi sot que le pêcheur fut sage,

Trouvant un Chien hors du village,

S’en allait l’emporter ; le Chien représenta

Sa maigreur. Jà ne plaise à votre seigneurie,

De me prendre en cet état-là,

Attendez, mon maître marie

Sa fille unique ; Et vous jugez

Qu’étant de noce il faut malgré moi que j’engraisse.

Le Loup le croit, le Loup le laisse ;

Le Loup quelques jours écoulés,

Revient voir si son Chien n’est point meilleur à prendre.

Mais le drôle était au logis.

Il dit au Loup par un treillis :

Ami, je vais sortir. Et, si tu veux attendre,

Le portier du logis et moi

Nous serons tout à l’heure à toi.

Ce portier du logis était un Chien énorme,

Expédiant les Loups en forme.

Celui-ci s’en douta. Serviteur au portier,

Dit-il, et de courir. Il était fort agile ;

Mais il n’était pas fort habile :

Ce Loup ne savait pas encor bien son métier.
— Jean de La Fontaine, Fables de La Fontaine, Le Loup et le Chien maigre, texte établi par Jean-Pierre Collinet, Fables, contes et nouvelles, Gallimard, « Bibliothèque de la Pléiade », 1991, p. 365